# Кавалерийская дивизия СССР

Расчёт станкового пулемёта кавалерийского полка, 1941 год.

Кавалеристы 5-го гвардейского кавалерийского полка со станковым пулемётом занимают огневую позицию, 1941 год.

Кавалерийская дивизия — тактическое соединение Рабоче-крестьянской Красной и Советской армий, в период 1918—1955 годов.
Сокращённое наименование — кд. Строительство советской кавалерии накануне Великой Отечественной войны осуществлялось в соответствии с тезисом, высказанным М. В. Фрунзе ещё в 1925 году: «…В будущих войнах Красной коннице будет принадлежать чрезвычайно важная роль…». Фрунзе считал, что строить конницу нужно так, чтобы она могла вести бой не только в конном, но и в пешем строю. По его мнению, советская кавалерия должна являться мощной ударной силой Красной армии, подвижной и манёвренной.

## История

### Организация к началу ВОВ
К началу Великой Отечественной войны в кавалерийских частях Красной армии проходило службу порядка 78 тыс. человек. Хотя боевые действия в Польше и Франции в начале Второй мировой войны показали, что кавалерия теряет своё былое значение.
Советская кавалерия накануне Великой Отечественной войны также постепенно уступала свою роль главной манёвренной и ударной силы — автобронетанковым войскам, но продолжала оставаться самой большой по составу среди всех европейских армий. В её состав входили четыре кавалерийских корпуса - 2-й (5 и 9 кд), 4-й (18, 20 и 21 гкд), 5-й (3 и 14 кд), 6-й (6 и 36 кд), 3 отдельных кавалерийских дивизии (8, 17гкд и 24); 32-я входила в состав 9-го отдельного стрелкового корпуса в Крыму. Всего 13 кавалерийских дивизий, из них 4 горно-кавалерийских.
По своей организационной структуре кавалерийский корпус в своем составе корпусных частей не имел, кроме дивизиона связи (8 бронеавтомобилей). Кавалерийские дивизии в своем составе имели четыре кавалерийских полка, конно-артиллерийский дивизион (в составе двух батарей 76-мм орудий и двух батарей 122-мм гаубиц), танковый полк (64 танка БТ, 11 средних и 5 легких БА), зенитный дивизион (в составе двух батарей 76-мм зенитных орудий и двух комплексных зенитных пулеметов), эскадрон связи (2 легких БА), саперный эскадрон, дегазационный эскадрон и другие мелкие тыловые части и учреждения.
Кавалерийский полк состоял из: четырех сабельных эскадронов, пулеметного эскадрона (16 станковых пулеметов и 4 82-мм миномета), полковой артиллерии (по 4 76-мм и 45-мм орудия), зенитной батареи (3 37-мм орудия и 3 комплексных пулемета), полуэскадрона связи, саперного и химического взводов и подразделения обслуживания.
| соединение                        | людей | лошадей |
| --------------------------------- | ----- | ------- |
| корпус двухдивизионного состава   | 18540 | 15552   |
| кавалерийская дивизия             | 8968  | 7625    |
| горная кавалерийская дивизия      | 6558  | 6827    |
| кавалерийский полк                | 1428  | 1506    |
| кавалерийский полк горной дивизии | 1369  | 1588    |

### Организационные изменения в ходе войны
В июле — августе 1941 года было сформировано 48 кавалерийских дивизий. Во исполнение директивного письма Ставки в состав формируемых соединений были внесены оргштатные изменения: исключен один кавалерийский полк, танковый полк и зенитно-артиллерийский дивизион, эскадрон связи стал полуэскадроном, а численность дивизии сократилась с 9224 до 3447 человек.
23 июля 1941 года была принята директива Генерального штаба РККА № 4/1293/орг. о создании лёгких (рейдовых) кавалерийских дивизий численностью в 2939 бойцов и командиров, 3147 лошадей. Каждая дивизия включала по три кавалерийских полка в 940 человек и 1018 лошадей, управление имело «облегчённый» штат в 85 человек. Кавалерийский полк состоял из четырёх сабельных и одного пулемётного эскадрона в 12 станковых пулемётов, батареи из четырёх 76,2-мм и двух 45-мм противотанковых орудий. В бронетанковом эскадроне полагалось иметь 34 человека и 9 бронемашин или лёгких танков. В июле— августе 1941 года в СКВО были сформированы и отправлены на фронт 17 кавалерийских дивизий (30, 35, 38, 40, 42, 43, 47, 50, 52, 53, 55, 56, 60, 62, 64, 66, 68-я)..
В Великую Отечественную войну возникла острая потребность в подвижных соединениях. Военное руководство начало масштабное формирование кавалерийских дивизий. Уже к концу 1941 года насчитывалось 82 кавалерийские дивизии. В кавалерийские корпуса входили по три дивизии и отдельные дивизионы связи, противотанковый, миномётный и авиационное звено связи.
Особенностью многих кавалерийских дивизий нового формирования было отсутствие тяжёлого вооружения: отсутствовали танки, бронеавтомобили, и большинство артиллерийских орудий. Общая численность уменьшилась до 2939 человек и 3147 лошадей. Штат декабря 1941 г. включал:
- три кавалерийских полка (в каждом 4 сабельных эскадрона, пулемётный эскадрон, батарея из 4 76-мм и 2 45-мм орудий — всего 940 чел и 1018 лошадей)
- конно-артиллерийский дивизион
- разведывательный эскадрон
- сапёрный эскадрон
- медико-санитарный эскадрон
- химзащиты эскадрон
- полуэскадрон связи

Формировались новые кавалерийские дивизии в основном в степной зоне СССР, где наличествовало коневодческое дело. Хронической проблемой был некомплект штата дивизий.
Всего было создано около 100 кавалерийских дивизий. Они получили номера в промежутке от 1 до 116. Из них 1/3 в боевых действиях участия не приняла.
В июле — августе 1941 года было сформировано 48 кавалерийских дивизий. Во исполнение директивного письма Ставки в состав формируемых соединений были внесены оргштатные изменения: исключен один кавалерийский полк, танковый полк и зенитно-артиллерийский дивизион, эскадрон связи стал полуэскадроном, а численность дивизии сократилась с 9224 до 3447 человек.
Вот как описывается состав одной из таких дивизий: «…по штатному расписанию 45-я кавалерийская дивизия, на формирование которой мы ехали, состояла из трёх кавалерийских полков. Называлась она лёгкой рейдовой, танков и дивизионной артиллерии в ней не было. В каждом полку имелось по одной шестиорудийной противотанковой батарее, состоявшей из сорокопяток или семидесятишестимиллиметровых орудий образца 1927 года».
На формирование или отмобилизование каждой кавалерийской дивизии в среднем уходило менее полумесяца. Подобные темпы стали возможны только благодаря той напряжённой организационной работе, которая проводилась в кавалерии накануне войны. По воспоминаниям генерал-лейтенанта Г. Л. Харазии 21-я кавалерийская дивизия Среднеазиатского военного округа была отмобилизована в кратчайший срок: «…10 июля был получен приказ командующего войсками Среднеазиатского военного округа. Нашей дивизии была объявлена мобилизация. К ней мы были давно готовы, каждый знал, что ему делать… Дивизия быстро пополнялась хорошо обученными бойцами и командирами, призванными из запаса. Большое внимание уделялось укомплектованности её транспортными средствами и конским составом. К исходу 13 июля 21-я дивизия, перекрыв все сроки отмобилизования, была уже готова к погрузке».
Быстроте и в какой-то мере качеству подготовки новых соединений в немалой мере способствовали географические места отмобилизования. Старинные казачьи районы — на Дону, Кубани и в Ставрополье в июле 1941 года подготовили 15 кавалерийских соединений, 6 из которых в конце июля начали боевые действия на Западном фронте. Свыше 10 кавалерийских дивизий до конца 1941 года были сформированы на Урале. Их ядро составили уральские и оренбургские казаки. Еще 7 дивизий были сформированы в казачьих станицах Сибири, Забайкалья, Амурской области и Уссурийского района.
Боевой численный состав дивизий на Дальнем Востоке, Северном Кавказе и в Средней Азии был доведён до полного штата в течение июля 1941 года, и они срочно начали перебрасываться в полосы действия фронтов.
С марта 1942 начало обратное их расформирование. Их личный состав шёл на доукомплектование убывших на фронт соединений. Расформируемые соединения в ряде случаев имели только шашки. Отсутствовали артиллерийские орудия, миномёты и пулемёты. Таким образом к 1943 году советская кавалерия располагала 31 дивизией, из них 25 в действующей армии. В течение 1943 было расформировано ещё 7 дивизий (7, 24, 51, 61, 67, 81, 97). При этом возросла огневая мощь дивизий. В кавалерийскую дивизию РККА стали входить истребительно-противотанковые, самоходно-артиллерийские, зенитные, миномётно-артиллерийские полки и разведывательный кавалерийский дивизион. В дальнейшем каждая дивизия получила ещё танковый полк и зенитный дивизион. Полуэскадрон связи стал эскадроном.
Введение танков в состав кавалерийских дивизий улучшило их боевые возможности и придало автономности. Однако руководство РККА с 1944 года, для проведения крупных наступательных операций, начало создавать временные оперативно-тактические объединения — конно-механизированные группы (КМГ), включавшие в себя кавалерийские, танковые или механизированные корпуса.
С начала 1942 года кавалерийские дивизии использовались почти всегда в составе кавалерийских корпусов. К весне 1942 года оставались только четыре отдельные дивизии: 46-я, 54-я Калининского фронта, 38-я Южного фронта и 72-я в Крыму.

### Вооружение и военная техника периода ВОВ
Кавалеристы вооружались, как правило, карабинами Мосина и ППШ. При недостатке карабинов, им выдавались драгунские версии винтовок Мосина.
Пулемётные эскадроны использовали станковые пулемёты Максима на повозках (тачанка).
Миномётно-артиллерийский полк имел 122-мм гаубицы, 120-мм миномёты, 76-мм орудия. Зенитный дивизион имел 37-мм пушки и 12,7-мм пулемёты ДШК. В разведывательном эскадроне имелась рота бронемашин БА-64.
| Штат кавалерийской дивизии по штату № 06/317 от 31 января 1943 г. |
| --- |
| Управление дивизии (113 человек и 97 лошадей) три кавалерийских полка (по 1 138 человек и 1 294 лошади), в каждом: - четыре сабельных эскадронов (по 170 человек и 180 лошадей) - В каждом сабельном эскадроне — 4 сабельных взвода (по 27 человек и 29 лошадей) - пулемётный взвод (4 станковых пулемета, 26 человек и 30 лошадей) - взвод противотанковых ружей (6 ПТР, 21 человек и 23 лошади) - батарея 76-мм пушек (4 пушки, 100 человек и 132 лошади) - батарея 45-мм пушек (4 пушки, 85 человек и 3 лошади) - батарея 82-мм минометов (12 минометов, 113 человек и 131 лошадь) - взвод связи (38 человек и 48 лошадей) - сапёрный взвод (23 человека 26 лошадей) - химический взвод (14 человек и 26 лошадей) - подразделение обслуживания (50 человек) Артиллерийско-миномётный полк (700 человек и 820 лошадей). - две батареи 76-мм пушек ЗИС-3 8 пушек ЗИС-3, по 134 человека и 168 лошадей каждая батарея) - три батареи 120-мм миномётов (по 18 120-мм миномётов, 100 человек и 130 лошадей каждая батарея) Танковый полк (352 человека и 39 танков, из них Т-34 — 23 и Т-70 — 16 Отдельный дивизион ПВО (250 человек и 184 лошади, 27 пулемётов ДШК, 6 пушек малокалиберной артиллерии, 37 — 25-мм на мехтяге) Эскадрон связи (86 человек и 83 лошади) Сапёрный эскадрон (85 человек и 75 лошадей) Отдельный взвод химической защиты (32 человека и 34 лошади) Артиллерийский парк (143 человека и 112 лошадей) Продовольственный транспорт (56 человек) Медико-санитарный эскадрон (50 человек) Взвод подвоза горюче-смазочных материалов (11 человек) Ветеринарный лазарет (4 человека и 9 лошадей) Шорно-седельно-сапожная мастерская (21 человек) Военная прокуратура (2 человека) Взвод особого отдела (13 человек) |

| Штатный состав людей, лошадей и ВВТ | Штатный состав людей, лошадей и ВВТ |
| ----------------------------------- | ----------------------------------- |
| Людей                               | 5352                                |
| Лошадей                             | 5298                                |
| Пушек 76-мм полковых                | 12                                  |
| Пушек ЗИС-3                         | 8                                   |
| Пушек 45-мм                         | 12                                  |
| Миномётов 82-мм                     | 36                                  |
| Миномётов 120-мм                    | 18                                  |
| Пулемётов станковых                 | 48                                  |
| Пулемётов ручных                    | 113                                 |
| Пулемётов ДШК                       | 37                                  |
| Пистолетов-пулемётов ППШ            | 1049                                |
| Ружей ПТР                           | 72                                  |
| Винтовок и карабинов                | 3497                                |
| Танков Т-34                         | 23                                  |
| Танков Т-70                         | 16                                  |
| Бронемашин                          | 3                                   |
| Автомобилей легковых                | 8                                   |
| Автомобилей грузовых                | 156                                 |
| Автомобилей специальных             | 33                                  |

### Участие в ВОВ
В западных приграничных округах находилось 7 кавалерийских дивизий. По-разному сложились их судьбы в начале войны.
Кавалеристы 6-й (генерал-майор М. П. Константинов) и 36-й (генерал-майор Е. С. Зыбин) дивизий вместе с воинами 10-й армии оказались на острие Белостокского выступа в Западной Белоруссии. По воспоминаниям заместителя командующего войсками округа генерала И. В. Болдина 6-я кавалерийская дивизия погибла уже 22—23 числа.
Вместе с тем по оперативным документам, хранящимся в Центральном архиве Министерства обороны, воспоминаниям ветеранов, сведениям, добытым поисковыми отрядами, известно, что после кровопролитных боёв на границе полки 6-й кавалерийской дивизии отходили по тылам противника в направлении Белосток, Волковыск, Минск. В окрестностях столицы Белоруссии остатки дивизии вновь попали в окружение, из которого вырвался 94-й кавалерийский полк численностью в 300—500 сабель. Знамя соединения было найдено уже после войны, на месте, где небольшая группа героев-кавалеристов приняла свой последний бой. В настоящее время оно хранится в Центральном музее Российской армии. Командир 6-й кавалерийской дивизии генерал-майор М. П. Константинов руководил выводом остатков своей дивизии из окружения. Будучи раненным в боях при обороне Минска, был оставлен в тылу противника, практически год воевал в партизанских отрядах. В 1942 году вернулся в действующую армию, возглавив кавалерийское соединение.
Судьба 36-й кавалерийской дивизии схожа с судьбой 6-й кавалерийской дивизии. С началом войны, совершив более чем 60-км марш, конники совместно с 6-м механизированным корпусом приняли участие в попытке нанести удар во фланг наступающим в районе Гродно и Белостока немецким войскам. Этот удар по ряду причин не был успешен. В ходе кровопролитных боёв советские части потерпели неудачу. В этих боях погибла 36-я кавалерийская дивизия. Через 30 лет после окончания Великой Отечественной войны в районе небольшого белорусского городка Зельва поисковики наткнулись на следы ожесточенного боя. На месте этого боя было раскопано боевое знамя 144-го кавалерийского полка. Судя по пустым магазинам, обоймам и лентам, найденным возле останков погибших бойцов, бой шёл до последнего патрона.
Командир 6-го кавалерийского корпуса генерал-майор И. С. Никитин, будучи тяжелораненым, попал в плен. В 1942 году Иван Семенович Никитин был расстрелян в Нюрнбергской тюрьме за отказ в сотрудничестве.
Гибель кавалерии Западного Особого военного округа нельзя считать напрасной. Сковывая противника, задерживая продвижение на час, день, неделю, уничтожая его танки и живую силу, советские воины давали возможность нашему командованию подготовить и укрепить новые оборонительные рубежи.
Под впечатлением первых боёв в районах Белостока и Гродно в дневнике начальника генерального штаба вооружённых сил нацистской Германии появились следующие записи: «…в Белостокском лесу, юго-восточнее города, идут упорные бои, которые против ожидания сковывают весь центр и часть правого крыла 4-й армии…», «…упорное сопротивление русских заставляет нас вести бой по всем правилам наших боевых уставов. В Польше и на Западе мы могли позволить себе известные вольности и отступления от уставных принципов; теперь это уже недопустимо». Тем самым боевые действия на Западном фронте, в том числе и боевые дела конницы Западного Особого военного округа, позволили выиграть время и заставили противника осознать всю серьёзность предстоящего противостояния.
Кавалерийские соединения других фронтов избежали участи 6-го кавалерийского корпуса. На Юго-Западном фронте 5-й кавалерийский корпус (генерал-майор Ф. В. Камков) организованно вступил в боевые действия. Уже в 4 часа утра 3-я кавалерийская дивизия генерал-майора М. Ф. Малеева атаковала вторгнувшуюся на советскую территорию пехоту противника в районе деревни Порхач. Направленный на острие главного удара 158-й кавалерийский полк 5 часов сдерживал в приграничной полосе наступавшего врага, пока не подошли остальные полки дивизии. К 9 часам, развернувшись в боевой порядок, при поддержке дивизионной артиллерии полки перешли в атаку. Кавалеристы действовали в пешем порядке, а один из эскадронов 158-го полка атаковал фланг противника в конном строю. В результате жестокого боя немцы были вытеснены за государственную границу.
14-я кавалерийская дивизия (генерал-майор В. Д. Крючёнкин) 5-го кавалерийского корпуса обеспечивала прикрытие механизированных корпусов Киевского Особого военного округа, которые развертывались для нанесения контрударов по 1-й танковой группе генерала Э. фон Клейста. Практически неделю с 25 июня по 1 июля дивизия держалась на рубеже реки Иква в районе г. Кременец.
В дальнейшем корпус с ожесточенными боями отступал к Киеву, где принял активное участие в обороне столицы Украины. Несмотря на тяжёлые потери, понесённые в этих боях, дивизии 5-го кавалерийского корпуса сохранили свою боеспособность и не попали в окружение.
Приказом НКО СССР № 366 от 25 декабря 1941 года «за проявленную стойкость, мужество, героизм дисциплинированность и организованность…» 3-я кавалерийская Бессарабская Краснознаменная дивизия им. Г. И. Котовского и 14-я кавалерийская ордена Ленина дважды Краснознаменная орденов Красной Звезды и Трудового Красного знамени УССР дивизия им. А. Я. Пархоменко были преобразованы соответственно в 5-ю и 6-ю гвардейские кавалерийские дивизии.
Кавалерийские дивизии 2-го кавалерийского корпуса (генерал-майор П. А. Белов) Южного фронта в ходе начального периода войны сумели проявить всё то лучшее, что было заложено в подготовке советской кавалерии в межвоенный период. 5-я (полковник В. К. Баранов) и 9-я (генерал-майор А. Ф. Бычковский) дивизии действовали успешнее кавалерии Западного и Юго-Западного фронтов. По воспоминаниям командира 2-го кавалерийского корпуса генерал-майора П. А. Белова «в материальном отношении …корпус был обеспечен в пределах штатной потребности… Боевая подготовка частей корпуса находилась на высоком уровне… Наличие радио и проводных средств связи и их состояние обеспечивали организацию устойчивого управления. Личный состав частей и соединений корпуса отличался высоким политико-моральным состоянием, которое не только сохранялось в мирных условиях, но и непрерывно укреплялось с самого начала боевых действий». Имея широкую полосу для прикрытия границы, войска корпуса в течение первых 9 дней войны не допустили прорыва противника на советскую территорию. Мосты, находящиеся в полосе обороны, были взорваны, а противостоящие румынские войска потеряли в боях с советскими кавалеристами более 800 человек. В дальнейшем корпус с боями отступал от границы в направлении Кишинева, прикрывая фланги стрелковых корпусов 9-й армии.
«…22 июля около 4-х немецких пехотных дивизий прорвались в стыке 18-й и 9-й армии в направлении Ямполь… 2-й кавалерийский корпус получил задачу — задержать противника…на рассвете 26 июля корпус перешёл в наступление…немецко-фашистские войска понесли большие потери, начали отход. Кавалерийские полки непрерывным преследованием и решительными атаками в конном строю нанесли серьёзное поражение противнику…прорыв был ликвидирован», — так вспоминал бои начального периода войны генерал-лейтенант Н. С. Осликовский, бывший в то время помощником командира 9-й кавалерийской дивизии.
Обобщая опыт боевых действий 2-го кавалерийского корпуса Южного фронта, в журнале «Военная мысль» отмечалось: «Ликвидируя прорыв на Первомайск, корпус за двое суток с боями прошёл около 100 км и внезапным фланговым ударом обрушился на противника. В результате были разгромлены две пехотные и одна механизированная дивизии противника. Тот же корпус с большим успехом провёл Штеповскую операцию. Особенность её заключалась в том, что в боях за Штеповку кавалеристами были разгромлены 9-я танковая и 25-я моторизованная дивизии противника, и тем было доказано, что кавалерия может не только обороняться против механизированных войск, но и наносить им решительные поражения».
Таким образом, кроме Западного Особого военного округа кавалерийские корпуса других приграничных округов сохранили свой боевой потенциал, несмотря на то, что в ходе неудачно сложившегося приграничного сражения и последующего отхода в глубь территории страны они понесли существенные потери.
Из-за резко сократившихся боевых возможностей сухопутных войск и авиации, расформирования механизированных корпусов ввиду больших потерь и громоздкости в управлении потребность в коннице, как подвижной и манёвренной силе сухопутных войск, резко возросла. Вместе с тем способы её применения в сложившихся условиях сводились к опыту Гражданской войны, и, по сути, летом — в начале осени 1941 года использование Ставкой Верховного Главнокомандования (ВГК) кавалерийских соединений сводилось к рейдовым действиям в тылу врага.
Об этом свидетельствует директивное письмо Ставки ВГК от 15 июля 1941 года: «Нашей армией несколько недооценивается значение кавалерии. При нынешнем положении на фронтах, когда тыл противника растянулся на несколько сот километров в лесных местностях и совершенно не обеспечен от крупных диверсионных действий с нашей стороны, рейды красных кавалеристов по растянувшимся тылам противника могли бы сыграть решающую роль в деле дезорганизации управления и снабжения немецких войск… Ставка считает, что для таких рейдов по тылам достаточно было бы иметь несколько десятков лёгких кавдивизий истребительного типа в три тысячи человек каждая, с лёгким обозом… следовало бы начать постепенно…переформирование существующих кавкорпусов и кавдивизий в лёгкие кавдивизии…а там, где нет кавчастей, следовало бы организовать кавдивизии упомянутого облегченного типа для производства рейдов и ударов по тылам противника».
В июле советское командование приступило к проведению рейдовых операций. 13 июля 1941 года Ставка ВГК приказала для действий по тылам и коммуникациям противника сформировать три кавалерийские группы, подчинив их командованиям стратегических направлений. Для этого должны были быть использованы отмобилизованные дивизии из внутренних округов. Кавалерийская группа в составе 50-й и 53-й кавалерийских дивизий под командованием полковника И. А. Плиева и комбрига К. С. Мельника подчинялась главнокомандующему Западным направлением маршалу С. К. Тимошенко. Кавалерийская группа в составе 43-й и 47-й дивизий под командованием комбрига И. К. Кузьмина и генерал-майора А. Н. Сидельникова подчинялась главкому Южного направления маршалу С. М. Будённому. Однако уже на следующий день эти дивизии были переподчинены Западному фронту и направлены в район Речица, Мозырь. 31-я кавалерийская дивизия составляла 3-ю группу и подчинялась маршалу К. Е. Ворошилову, главкому Северо-западного направления.
Один из первых кавалерийских рейдов по тылам немецких войск состоялся в середине июля 1941 года. Перед главкомом Западного направления и генерал-инспектором кавалерии О. И. Городовиковым была поставлена задача направить в тыл противника кавалерийскую группу в составе 32-й, 43-й и 47-й кавалерийских дивизий с целью разгрома тылов бобруйской, могилёвской и смоленской группировок, налётов на аэродромы, уничтожения тылов, переправ, подрыва железных дорог, дорожных сооружений и складов, захвата и уничтожения транспорта.
Под общим командованием командира 32-й кавалерийской дивизии полковника А. И. Бацкалевича с 23 июля по 5 августа кавалеристы совершили рейд по тылам противника. В оперативных сводках немецкой группы армий «Центр» за июль 1941 года отсутствуют упоминания о вражеских действиях в немецком тылу. Но в утреннюю сводку за 28 июля впервые попадает доклад командующего тыловым районом группы армий о том, что в результате подрыва моста прервано сообщение на участке Минск — Бобруйск, советские кавалеристы окружили 1-й батальон 461-го полка и железнодорожную станцию Ясень. Для ликвидации прорвавшейся кавалерийской группы он привлекает 162-ю пехотную дивизию и кавалерийскую бригаду СС. Но уже на следующий день в район боевых действий им были направлены ещё две свежие пехотные дивизии. Тем самым кавалерийская группа нарушила работу важной железнодорожной магистрали и отвлекла от выполнения боевых задач три полнокровные пехотные дивизии и кавалерийскую бригаду СС.
Похожую задачу с 23 августа по 1 сентября 1941 года выполняла группа в составе 50-й и 53-й кавалерийских дивизий под общим командованием полковника Л. М. Доватора. В ходе Духовщинской операции кавалерийская группа должна была нанести удары по тылам противника, совершить рейд на Велиж, содействуя действиям 30-й, 19-й и 29-й армий, с целью сковать немецкие части, действующие в районе Ярцево, и не дать усилить ельнинскую группировку, против которой готовился контрудар.
В рейд из состава дивизий были выделены 3460 человек, имевших кроме винтовок и шашек 36 станковых и 18 ручных пулемётов.
Одновременно в тылу противника действовал ещё ряд кавалерийских дивизий, имевших сходные задачи.
Оценивая в целом успешные действия кавалерийских соединений в тылу противника, следует признать, что оперативного значения они не имели и не повлияли на изменение обстановки в полосах армий фронта и таким образом не достигли ожидаемых результатов.
В ходе рейда кавгруппы Доватора было уничтожено до 2,5 тыс. солдат и офицеров, 2 танка, 4 бронемашины, 24 орудия и миномёта, 150 автомашин. Однако, как отмечал в своем докладе сам командир группы, «результаты работы группы могли бы привести к оперативному успеху всего фронта при наличии взаимодействия и надежной связи с армиями фронта… Целесообразно усиливать кавгруппы мотопехотой и танками. Действия группы в тылу необходимо увязывать с авиацией… крупным соединениям без средств усиления очень трудно маскироваться и маневрировать…».
Подобное использование советским командованием крупных кавалерийских соединений в начальный период войны являлось следствием влияния Гражданской войны. Тогда некоторые успешные рейды по тылам противника, как со стороны кавалерии РККА, так и белогвардейцев, приводили к изменению ситуации на фронтах. Однако условия Великой Отечественной войны кардинально отличались, и опыт Гражданской войны уже не годился.
Предвоенный Боевой устав Красной армии требовал от кавалеристов умения действовать в пешем строю: «Сочетание действий в пешем и конном строях, быстрый переход от пешего боя к конному и наоборот являются основным способом действий конницы». Устав говорил о том, что действия конницы в современном бою сопровождаются огнём артиллерии, поддерживаются танковыми подразделениями, прикрываются авиацией. Однако, конница в рейды уходила без артиллерии и танков, со слабой поддержкой авиации, а зачастую, и без неё, практически без связи с армиями, в интересах которых она должна была бы действовать.
В связи с этим вырабатывалась особая тактика действий кавалерии в рейде. Её суть, по мнению И. А. Плиева, состояла в следующем: «В первые дни войны немецко-фашистские войска, ведя наступательные действия, часто не имели заранее организованной системы огня, не было и мощных полос обороны и взаимосвязанных опорных пунктов. Основные силы противник сосредоточивал и действовал на определённых направлениях… На остальных же участках фронта у врага имелись слабые участки, через которые можно было бы прорываться и, смело действуя, проникать в тылы врага и наносить ему чувствительные удары по колоннам, гарнизонам, штабам, узлам связи, складам и т. д., сея панику и расстройство, дезорганизуя действия его войск и тыловых органов». Своеобразие обстановки первых 3-х месяцев войны требовало от кавалерийских командиров умелого сочетания дерзких и стремительных ударов кавалерии с действиями в пешем строю. Одной из целей внезапных действий конницы являлась деморализация обладающего высоким боевым духом противника. Особенность применения кавалерии в этот период состояла в стремлении использовать её автономность и мобильность.
Как правило, днём кавалерия укрывалась подальше от населенных пунктов и дорог. Ночами дивизии перемещались в другие районы. Специально выделенные эскадроны и полки производили налёты на вражеские гарнизоны, уничтожая их в коротких ночных схватках, использовались засады. Широко использовались гранаты, бутылки с зажигательной смесью, холодное оружие.
Изменился подход к индивидуальной подготовке бойца. Так при подготовке к рейду Л. М. Доватор в присутствии командиров приказал рядовому бойцу развьючить седло. Кавалерист из перемётных сум извлёк: «…щетку для чистки коня, скребницу, торбу, мешочек с запасными подковами, гвоздями и шипами, недоуздок, пару белья, портянки, мыло, полотенце, мешочек со швейной и ружейной принадлежностями, сакву с чаем, сахаром и солью, банку консервов, пачку галет и прочие мелкие предметы…». Одновременно в седельном вьюке лошади имелось НЗ: на консервы, сухари, сахар, чай и сто двадцать патронов.
Учитывая опыт предыдущих боёв, командир группы распорядился оставить в обозе бытовые принадлежности и за счет этого в седельный вьюк поместить овса на трое суток и более трехсот патронов. Подобным образом Доватор поступил и с символом Гражданской войны — тачанкой. По словам очевидца, говоря о местных условиях Лев Михайлович, указывал «Здесь…тачанка для станкового пулемета — гроб! С дороги на ней не свернёшь… по лесной тропинке она не пройдёт, через болото не проберётся…». По его приказу для всех станковых пулемётов были подготовлены специальные вьючные сёдла.
Самое серьёзное внимание стали уделять связи. Штабы дивизий располагали радиостанциями, пусть даже маломощными. Проводной связи лёгкие кавалерийские дивизии не имели по штату, но, например, при формировании кавгруппы Доватора от каждого полка был выделен один офицер, два сержанта и три солдата на лучших лошадях для несения службы связи.
Ужесточились требования к разведке. В подразделения разведки отбирались наиболее подготовленные кавалеристы. По опыту боевых действий в кавалерийских полках и дивизиях стали создаваться группы истребителей танков. Мотомеханизированные части противника стали основным средством для преследования и уничтожения рейдирующей кавалерии. Специально подобранные группы, вооружённые противотанковыми гранатами, минами и бутылками с горючей смесью должны были противостоять немецким танкам.
Воины-кавалеристы в боях отличались особой лихостью и дерзостью. Так, И. А. Плиев вспоминал атаку на населённый пункт Горбово. На окраине села закрепились гитлеровские подразделения, и, для того чтобы выбить их оттуда, Плиев привлёк казаков, владеющих искусством джигитовки. Пятнадцать всадников, размахивая клинками, атаковали немецкие позиции и, попав под пулемётно-винтовочный огонь, рухнули и повисли на стременах. Ещё мгновение и кони вынесли их на противника. И тут случилось неожиданное, «убитые» кавалеристы ожили, соскочили с коней и открыли автоматный огонь, стали забрасывать гранатами. Воспользовавшись замешательством, в бой вступили эскадроны полка, и противник был уничтожен.
Вместе с тем по мере продвижения вглубь территории Советского Союза порядки немецких войск уплотнялись, вооружённые силы нацистской Германии, особенно после Смоленского сражения, стали чаще переходить к обороне, организуя её по всем правилам. Многие кавалерийские командиры отмечали, что противник имел хорошо налаженную разведку, которая позволяла ему быстро обнаруживать в своём тылу кавалерийские соединения и принимать ответные меры. Таким образом, рейдовая тактика переставала быть актуальной.
В сентябре 1941 года на Юго-Западном направлении впервые был получен опыт ведения боевых действий в составе конно-механизированной группы (5-я и 9-я кавалерийские дивизии, 1-я и 129-я танковые бригады).
В ходе боёв кавалерийские соединения накапливали опыт боевого взаимодействия с другими родами войск. Так, в конце августа 1941 года командование 19-й армии решило ввести в прорыв 45-ю кавалерийскую дивизию. Несколько попыток закончились неудачей, так как боевые порядки противника не были прорваны. Тогда командир дивизии генерал-майор Н. М. Дрейер решил пройти в тыл к немцам, для чего необходимо было тесно увязать свои действия со стрелковыми частями, согласовать вопросы организации огня во время прорыва. Прорыв прошёл успешно — с наступлением темноты дивизия начала марш. «Вскоре справа и слева в стороне от нас стали рваться снаряды… артиллеристы из 244-й дивизии начали подавлять огневые точки противника».
В ходе Елецкой наступательной операции 5-й кавалерийский корпус генерал-майора В. Д. Крючёнкина использовался как подвижная группа фронта для нанесения удара во фланг и тыл и окружения наступающей группировки противника.
Как отмечал генерал-инспектор кавалерии О. И. Городовиков, в целом в этот период общевойсковые командиры стремились использовать кавалерийские дивизии для нанесения ударов во фланг и тыл противника, развития успеха, преследования и уничтожения противника.
К концу 1941 года в сухопутных войсках действовали 82 кавалерийские дивизии. Именно эти силы кавалерии с осени 1941 года и до середины 1942 года и выполняли основные задачи подвижных соединений Красной армии.
Следующий 1942 год стал для кавалерийских соединений, как и для всех частей действующей армии, крайне трудным. Успехи немецких войск в Крыму, на Украине и Кавказе показали, что смертельная опасность для страны только нарастает. Вместе с тем тыл страны постепенно вошёл в рабочий ритм. По мере насыщения действующей армии бронетанковой техникой, увеличения численности бронетанковых и механизированных соединений, количество кавалерийских частей сокращалось. Сказывались и трудности в обеспечении их конским составом. Поэтому в апреле — июле 1942 года количество кавалерийских соединений уменьшилось почти вдвое, а оставшиеся были переведены на новый штат.
Боевые действия 1941—1942 годов выявили ряд сложных проблем в использовании этого рода войск. Например, практически до конца 1942 года в штабах фронта не было должности, обеспечивающей руководство кавалерийскими частями. Одной из сложнейших являлась проблема снабжения кавалерийских соединений. По воспоминаниям И. А. Плиева, командовавшего 3-м гвардейским кавалерийским корпусом, после переправы в августе 1942 года через Дон, проблема снабжения водой конского состава стала особенно острой.
Уже тогда неоднократно перед Генеральным штабом и Верховным главнокомандованием ставился вопрос об улучшения использования кавалерии в операциях фронтового масштаба с тем, чтобы кавалерия снабжалась от фронтовых баз снабжения.
Между тем сокращение кавалерии продолжилось. Опыт боевых действий показал большую уязвимость кавалерии от огня артиллерии, танков и ударов авиации противника. Возникли серьёзные трудности и с пополнением её конским составом. К концу 1943 года осталось всего 26 дивизий. Все дивизии переводились на новую организацию: три кавалерийских полка, артиллерийский и танковый полк.
Таким образом, сокращая конницу количественно, советское командование, качественно повышало уровень боевых возможностей её соединений. Безусловно, это сказалось на боевых действиях в 1944 году.
Так, в ходе Корсунь-Шевченковской операции войск 1-го Украинского фронта оказались отрезанными от главных сил два танковых корпуса 5-й гвардейской танковой армии. Им на выручку были направлены части 18-го танкового и 5-го гвардейского кавалерийского корпусов. В Ровно-Луцкой операции командование 13-й армии искусно использовало разрыв в обороне врага в районе г. Сарны, и через лесисто-болотистую местность прошло сразу два кавалерийских корпуса, которые нанесли удар по группировке противника с тылу, тем самым облегчив прорыв обороны наступающим стрелковым и танковым частям.
В составе 3-го Украинского фронта была использована наиболее целесообразная форма применения кавалерии в составе конно-механизированных групп. По мнению командующего 1-й конно-механизированной группой генерала И. А. Плиева, «такое органическое слияние танковых, моторизованных войск и кавалерии во взаимодействии с авиацией придавало группе войск большую ударную силу, высокую оперативную и тактическую мобильность и универсальность боевых возможностей».
Конно-механизированные группы с успехом применялись практически до конца Второй мировой войны. Белорусская, Львовско-Сандомирская, Ясско-Кишинёвская, Дебреценская и другие операции конца Великой Отечественной войны и, конечно, Маньчжурская стратегическая наступательная операция принесли великую славу советским кавалеристам.
На Параде Победы 21 июня 1945 года в парадном расчёте войск 1-го Белорусского фронта прошли 206 кавалеристов 7-го гвардейского Бранденбургского ордена Ленина Краснознамённого, ордена Суворова и 2-го гвардейского Померанского Краснознамённого, ордена Суворова кавалерийских корпусов. В составе сводного полка 1-го Украинского фронта маршировали казаки 1-го гвардейского Житомирского Краснознамённого им. Совнаркома УССР кавалерийского корпуса. 206 представителей 5-го гвардейского кавалерийского Краснознамённого Будапештского Донского казачьего корпуса прошли в шеренгах 3-го Украинского фронта.

### Послевоенное время
Вместе с тем бурное развитие Вооружённых сил СССР, связанное с событиями Второй мировой войны, постепенно вытеснило кавалерию как род войск из состава Советской армии ВС Союза ССР. В 1955 году кавалерийские соединения были окончательно упразднены.
К концу войны в РККА имелось 26 кавалерийских дивизий. После войны они служили основой для формирования танковых и механизированных дивизий. Так, летом 1945 года в Львовском округе на базе управления одного корпуса и 6 кавалерийских дивизий были созданы 6 механизированных дивизий.
В 1946—54 гг в штат кавалерийской дивизии Советской армии входили:
- управление и штаб;
- три кавалерийских полка
- танковый эскадрон (с января 1947 года — танковый полк)
- три отдельных артиллерийских дивизиона (в том числе зенитный и противотанковый)
- четыре отдельных эскадрона (разведывательный, сапёрный, связи и химической защиты)
- два отдельных батальона (медико-санитарный и автотранспортный)
- подразделения тылового обеспечения: мастерские, склады и прочие[25].